# Jesse Lee Reno
Pour les articles homonymes, voir Reno.
Jesse Lee Reno, né le 20 avril 1823 à Wheeling (alors en Virginie) et mort le 20 septembre 1862 à Boonsboro (Maryland), est un major-général de l'Union,. Tué au combat, il est enterré à Washington, D.C.

## Biographie

### Avant la guerre
Jesse Lee Reno est né le 20 avril 1823 à Wheeling (Virginie), sous le nom français de « Renault ». À l'âge de 9 ans, sa famille s'installe en Pennsylvanie, dans le comté de Venango.
Jesse Lee Reno est diplômé de l'Académie militaire de West Point en 1846. Il est breveté second lieutenant le 1er juillet 1846, et promu second lieutenant le 3 mars 1847. Il est affecté à l'état-major du général Winfield Scott qui prépare le débarquement à Vera Cruz et la marche sur Mexico. Il participe à la guerre américano-mexicaine et il est breveté premier lieutenant le 18 avril 1847 pour bravoure et conduite méritante lors de la bataille de Cerro Gordo. Il sert dans la compagnie expérimentale « Howitzer and Rockett ». Il est breveté capitaine le 13 septembre 1847 pour les mêmes motifs lors de la bataille de Chapultepec. Il fait partie de ceux qui aiment combattre, quel que soit son rang officiel. Il gagne la réputation d'être un « soldat parmi les soldats », combattant souvent au devant de ses troupes sans épée ou autre signe de reconnaissance de son rang.
Affecté à West Point, il enseigne les mathématiques en 1849 et devient secrétaire d'une commission sur les techniques d'artillerie. Il devient adjoint au conseil des munitions de l'arsenal de Washington.
Il est promu premier lieutenant le 3 mars 1853. Il suit le général Albert Sidney Johnston en tant que chef de cabinet en Utah de 1857 à 1859 pendant la guerre de l'Utah,. Il est promu capitaine le 1er juillet 1860. Il commande alors les arsenaux de Mont Vernon en Alabama et de Leavenworth au Kansas, jusqu'au début de la guerre de Sécession.
Le 4 janvier 1861, sur ordre du gouverneur Andrew B. Moore, il est forcé de céder l'arsenal de Mont Vernon à la milice d'Alabama, une semaine avant la sécession de l'État.

### Guerre de Sécession
Jesse Lee Reno est nommé brigadier-général des volontaires le 12 novembre 1861. Il commande la 2de brigade, sous les ordres du brigadier-général Burnside lors de la campagne de ce dernier en Caroline du Nord à l'hiver 1861-1862,. En avril 1862, il commande une brigade et participe à la seconde bataille de Bull Run. Il participe à la poursuite des troupes du major général Jackson dans le Maryland. Il combat à Chantilly. Il est nommé major-général des volontaires le 18 juillet 1862. À la suite de cette campagne, il commande une division du IXe corps de l'armée du Potomac.
Il est tué lors de la bataille de South Mountain. Après la découverte fortuite des plans du général Lee qui projette de scinder en deux son armée, il lui est ordonné de se placer entre les forces confédérées. Au soir du 14 septembre 1862, le IXe corps tente de gravir les collines de Fox's Gap pour repousser les Sudistes. Il est blessé mortellement pendant l'action. Il est alors amené à l'arrière où il retrouve son camarade de promotion Sturgis. Il lui annonce alors « Bonjour Sam, je suis mort ! » Sturgis pensant qu'il plaisante, lui répond « Oh non, général, j'espère que ce n'est pas aussi grave que cela. » Reno lui répond alors « Si, si, je suis mort, adieu ! » Il est ensuite placé sous un grand chêne au pied de la montagne, où les chirurgiens s'affairent autour de lui. Ses dernières paroles sont « Dites à mes troupes que si je suis absent physiquement, je suis avec elles par l'esprit »
Le rapport officiel de D. H. Hill cite la mort de Jesse Lee Reno : « Les Yankees ont perdu de leur côté le général Reno, un Virginien renégat, qui a été tué par un tir heureux du 23rd North Carolina. »

## Hommages
Les villes de Reno (Nevada), El Reno (Oklahoma) et Reno (Pennsylvanie) sont toutes trois nommées en l'honneur du général. L'armée américaine a baptisé trois forts en son honneur : Fort Pennsylvania (Washington, D.C.) a ainsi été rebaptisé Fort Reno en 1862 ; un Fort Reno a été bâti à proximité de la localité d'El Reno (Oklahoma) en 1874 ; le troisième Fort Reno a été construit en 1865, dans le Wyoming, le long de la piste Bozeman. Le comté de Reno, au Kansas, est également nommé en son honneur.

## Famille
Il est le père de Jesse W. Reno, l'inventeur de l'escalier mécanique.